# Josetxo Mayor
Josetxo Mayor (San Sebastián 6 de diciembre de 1932 - 26 de abril de 2017) personaje donostiarra, popularmente conocido por haber limpiado y recuperado tantos caminos en el monte Ulía próximo a San Sebastián desde el año 1986, sin cobrar nada y en solitario. Como agradecimiento a su trabajo desinteresado en 1995 recibió la medalla al mérito ciudadano de San Sebastián. También ha recibido homenajes por parte del Club Vasco de Camping y de la sociedad El Cangrejo Elkartea.

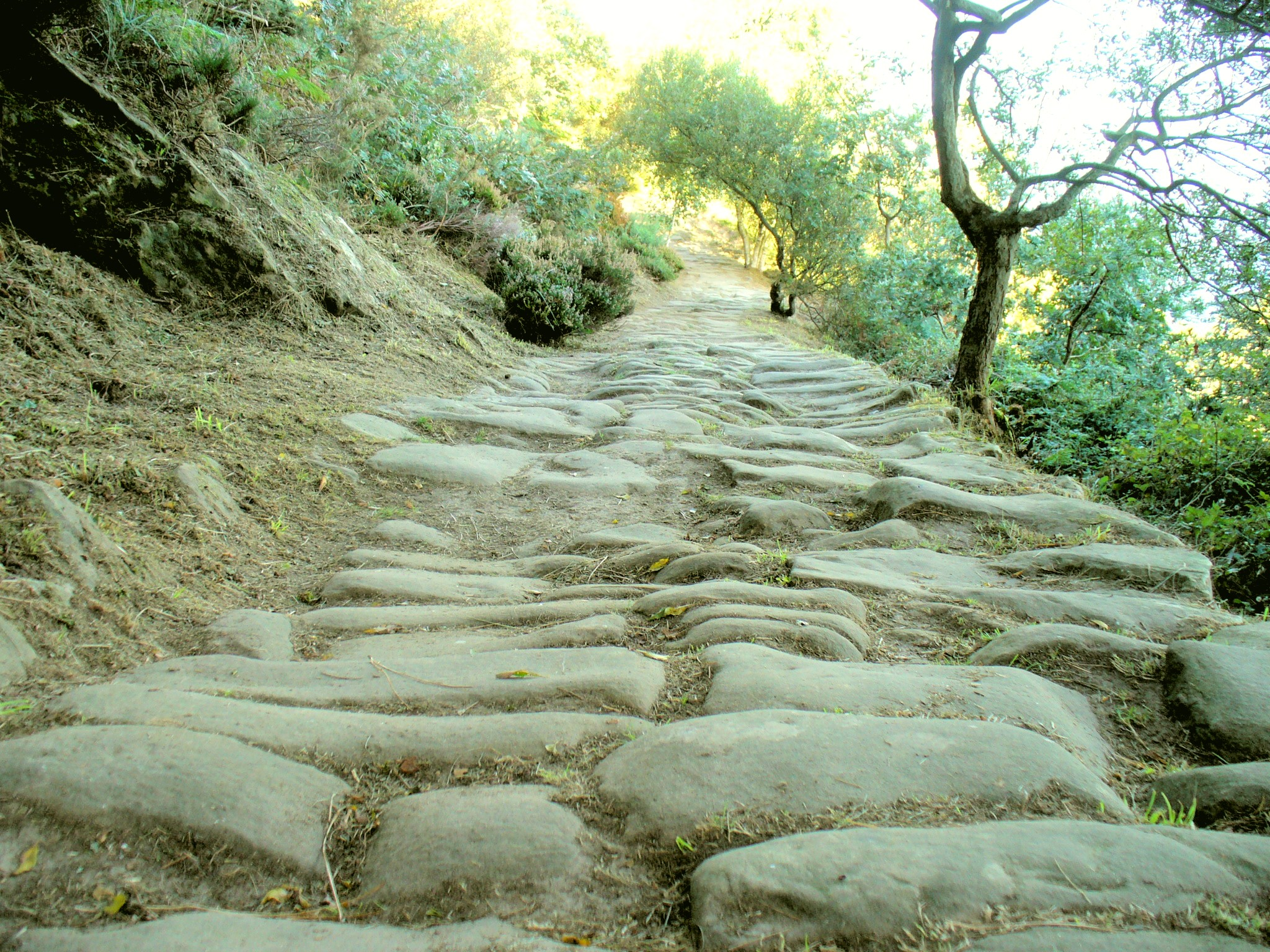
Avenida Josetxo.

Comenzó a realizar esta labor el 16 de septiembre de 1986. Al principio solo durante el fin de semana. Pero desde que se jubiló en 1997, sube todos los días del año, casque el sol o llueva a mares. Los principales caminos que ha recuperado son estos:
- La parte del camino de gran recorrido GR_121 que va de Pasajes San Pedro a San Sebastián[3]
- El camino de Axeri Erreka que baja del tiro de Ulía hacia el mar,
- La Avenida de Josetxo, que él descubrió de manera inesperada en una zona completamente cerrada. Una calzada empedrada construida en 1891 para transportar a San Sebastián piedra de las canteras de Arrese.

La Fundación Cristina Enea en 2014 organizó una exposición dedicada a Josetxo Mayor en el Centro de Interpretación de Ulía, en la que recogió fotografías sobre su trabajo, y un breve documental sobre Josetxo.

La mayoría de los caminos que podemos recorrer hoy en día por el monte Ulía han sido limpiados, trabajados y acondicionados por Josetxo. Al principio, tal y como él mismo cuenta, sólo acudía los fines de semana, a cuidar con sus propias manos los senderos de Ulía, limpiando caminos y cortando la maleza. No obstante, cuando se jubiló, comenzó a acudir a diario, casi hasta convertirse en su hogar. Con los escasos aparejos con los que
contaba, pero utilizando su habilidad e ilusión, le dio a la red de caminos de Ulía el aspecto que presenta en la actualidad, siendo su único interés el cuidar del entorno para disfrute de la gente. Josetxo extrajo piedras del suelo, les dio forma y las colocó a lo largo y ancho de Ulía en forma de escaleras, como calzadas o apoyos para sentarse y descansar. Hoy en día si recorremos esos caminos, y ponemos un poco de atención, podemos observar el rastro de Josetxo, colocados ahí casi de manera imperceptible, facilitando el acto de pasear y caminar a todas las personas que se acerquen.
Fundación Cristina Enea

Falleció en San Sebastián el 26 de abril de 2017, a la edad de 83 años.